# Hard Times (Paramore)
Hard Times is een nummer van de Amerikaanse rockband Paramore uit 2017. Het is de eerste single van hun vijfde studioalbum After Laughter.
"Hard Times" is een nummer met een vrolijk geluid, dat door muziekcritici vergelijken werd met de new wave uit de jaren '80. Het nummer werd in een aantal landen een klein hitje, maar in de Amerikaanse Billboard Hot 100 flopte het met een 90e positie. In Nederland haalde het de 9e positie in de Tipparade, en in Vlaanderen bereikte het ook de Tipparade.